# Марко Јевремовић
Марко Јевремовић (Београд, 23. фебруара 1996) српски је фудбалер који наступа за канадски клуб Форџ.
Јевремовић је у јануару 2021. добио позив за учешће на турнеји репрезентације Србије, састављене претежно од фудбалера из домаће Суперлиге. Дебитовао је крајем истог месеца на пријатељском сусрету са Панамом, ушавши у игру уместо капитена Слободана Урошевића након једног часа игре.

## Каријера
Јевремовић је са осам година приступио млађим селекцијама београдског Рада и ту се задржао до кадетског узраста. Неко време провео је у Бродарцу, након чега је своју сениорску каријеру започео у Радничком из Обреновца. Ту је провео неколико сезона као стандардан играч у Српској лиги Београд. Током лета 2016. тренирао је са Вождовцем, али је у екипи Радничког остао до краја наредне календарске године. Почетком 2018. године потписао је за лучанску Младост, али је недуго затим уступљен Слоги из Пожеге до краја такмичарске 2017/18. у Српској лиги Запад. По повратку са позајмице обновио је уговор са екипом Младости, те је током такмичарске 2018/19. наступао у Суперлиги Србије. Лета 2019. године приступио је ивањичком Јавору као слободан играч. Уговор са тим клубом истекао му је окончању такмичарске 2021/22. Каријеру је потом наставио у кипарском Паралимнију. У септембру 2023. је као слободан играч приступио Звијезди 09. Клуб је крајем исте календарске године саопштио да надаље не рачуна на деветорицу играча, међу којима се нашао и Јевремовић.

## Начин игре
Јевремовић је 187 центиметара високи одбрамбени фудбалер, који првенствено наступа на позицији левог бека. Међутим, током развоја у обреновачком Радничком, за који је дебитовао са 17 година старости, Јевремовић је на неким утакмицама играо ближе нападу, по левом или десном крилу. Због леве ноге, којом се боље служи, у то време је по стилу игре упоређиван са репрезентативцем Александром Коларовим. У наредним сезонама током којих наступао за клуб у Српској лиги Београд, Јевремовић је постао један од носилаца игре екипе из Обреновца. Ту је био задужен и за извођење свих прекида, укључујући и пенале. За Младост из Лучана дебитовао је против Црвене звезде на Стадиону Рајко Митић и том приликом постигао погодак. Тренер Ненад Миловановић га је тада, а затим и касније током сезоне углавном користио као лево крило. Тако је у 20. колу на гостовању Земуну оборен по уласку у шеснаестерац домаће екипе, чиме је изнудио казнени ударац за свој тим. По преласку у ивањички Јавор, Јевремовић се усталио у постави екипе тренера Игора Бонџулића. Поред стандардне позиције левог спољног, повремено је наступао и у последњој линији као један од тројице штопера. У првих седам кола такмичарске 2020/21. у Суперлиги Србије, Јевремовић је забележио укупно 6 асистенција, те је у том тренутку био најпродуктивнији фудбалер првенства гледајући тај сегмент игре. Иако десну ногу ређе користи за контролу лопте, на неким утакмицама је изводио рабона ударце. Јевремовић је и у наставку сезоне углавном деловао као леви бек, док је против Црвене звезде у 12. колу наступио као леви спољни. Јевремовић је први део такмичарске 2020/21. завршио са 8 асистенција, те је у том сегменту био међу најкориснијим играчима Суперлиге Србије уз Ненада Лукића и Лазара Тугегџића. У новинским текстовима на крају године Јевремовић је описан као фудбалер који се боље сналази у нападачким акцијама своје екипе него у одбрани, те да је из тог разлога на појединим утакмицама играо на крилу. Услед запажених игара, добио је позив у састав вршиоца дужности селектора репрезентације Србије, Илије Столице, за турнеју у Сједињеним Америчким Државама током друге половине јануара 2021.

## Статистика

### Клупска
Ажурирано 29. децембра 2023.
|                          |          |                                   |     |    |   |   |   |   |   |   |     |    |  |  |
| Раднички Обреновац       | 2013/14. | Српска лига Београд               | 3   | 0  | — | — | — | — | — | — | 3   | 0  |  |  |
| Раднички Обреновац       | 2014/15. | Српска лига Београд               | 21  | 1  | — | — | — | — | — | — | 21  | 1  |  |  |
| Раднички Обреновац       | 2015/16. | Српска лига Београд               | 26  | 3  | — | — | — | — | — | — | 26  | 3  |  |  |
| Раднички Обреновац       | 2016/17. | Српска лига Београд               | 27  | 3  | — | — | — | — | — | — | 27  | 3  |  |  |
| Раднички Обреновац       | 2017/18. | Српска лига Београд               | 15  | 2  | — | — | — | — | — | — | 15  | 2  |  |  |
| Раднички Обреновац       | Укупно   | Укупно                            | 92  | 9  | — | — | — | — | — | — | 92  | 9  |  |  |
|                          |          |                                   |     |    |   |   |   |   |   |   |     |    |  |  |
| Слога Пожега (позајмица) | 2017/18. | Српска лига Запад                 | 16  | 1  | — | — | — | — | — | — | 16  | 1  |  |  |
|                          |          |                                   |     |    |   |   |   |   |   |   |     |    |  |  |
| Младост Лучани           | 2018/19. | Суперлига Србије                  | 8   | 1  | 2 | 0 | — | — | — | — | 10  | 1  |  |  |
|                          |          |                                   |     |    |   |   |   |   |   |   |     |    |  |  |
| Јавор Ивањица            | 2019/20. | Суперлига Србије                  | 29  | 1  | 1 | 0 | — | — | — | — | 30  | 1  |  |  |
| Јавор Ивањица            | 2020/21. | Суперлига Србије                  | 36  | 1  | 1 | 0 | — | — | — | — | 37  | 1  |  |  |
| Јавор Ивањица            | 2021/22. | Прва лига Србије                  | 30  | 0  | 1 | 0 | — | — | — | — | 31  | 0  |  |  |
| Јавор Ивањица            | Укупно   | Укупно                            | 95  | 2  | 3 | 0 | — | — | — | — | 98  | 2  |  |  |
|                          |          |                                   |     |    |   |   |   |   |   |   |     |    |  |  |
| Паралимни                | 2022/23. | Прва лига Кипра                   | 36  | 1  | 2 | 0 | — | — | — | — | 38  | 1  |  |  |
|                          |          |                                   |     |    |   |   |   |   |   |   |     |    |  |  |
| Звијезда 09              | 2023/24. | Премијер лига Босне и Херцеговине | 7   | 0  | 0 | 0 | — | — | 1 | 2 | 8   | 2  |  |  |
|                          |          |                                   |     |    |   |   |   |   |   |   |     |    |  |  |
| Каријера                 | Каријера | Каријера                          | 254 | 14 | 6 | 0 | — | — | 1 | 2 | 261 | 16 |  |  |
|                          |          |                                   |     |    |   |   |   |   |   |   |     |    |  |  |

### Репрезентативна
Ажурирано 31. јануара 2021.
| Србија | Србија  | Србија |
| Године | Наступа | Голова |
| ------ | ------- | ------ |
| 2021.  | 1       | 0      |
| Укупно | 1       | 0      |